# Nematodirus
Nematodirus са род паразитни кръгли червеи от семейство Molineidae. Известни са над 40 вида паразитиращи основно в представители на семейства Кухороги и Еленови.

## Описание
Видовете от рода са сред най-едрите представители на кръглите червеи паразитиращи в тънките черва на преживни животни. Яйцата са с дължина около 200 μm.

## Жизнен цикъл
Цикълът на развитие е пряк. От изхвърлените с изпражненията яйца де излюпват ларви. При влажни усовия те се разполагат по зелените части на растенията и при паша биват погълнати. След това се залавят за чревната лигавица и се развиват до половозряла форма.